# Parmeliopsis esorediata
Parmeliopsis esorediata är en lavart som först beskrevs av Degel., och fick sitt nu gällande namn av Nordnes. Parmeliopsis esorediata ingår i släktet Parmeliopsis och familjen Parmeliaceae.   Inga underarter finns listade i Catalogue of Life.